# Європа-Парк-Штадіон
«Європа-Парк-Стадіон» (нім. Europa-Park-Stadion) — футбольний стадіон у місті Фрайбург-ім-Брайсгау, Німеччина. Серед уболівальників також відомий як «Моосвальдштадіон» (нім. Mooswaldstadion). Розташований у районі Брюль на північному заході міста.
З 2021 року є домашнім стадіоном місцевого футбольного клубу «Фрайбург», замінивши колишній стадіон клубу «Драйзамштадіон». На старому стадіоні нині грають свої домашні матчі молодіжна та жіноча команди клубу.
Вулиця, яка веде навколо стадіону, названа на честь багаторічного президента СК «Фрайбург» Ахіма Штокера (1935–2009).